# Cypern i olympiska sommarspelen 1980
Cypern deltog i de olympiska sommarspelen 1980 med en trupp bestående av 14 deltagare, tolv män och två kvinnor, vilka deltog i 13 tävlingar i tre sporter. Ingen av landets deltagare erövrade någon medalj.

## Judo
Herrarnas extra lättvikt
- Spyros Spyrou
  1. Första omgången — Besegrade Ashkhoussen Mamodaly Yusei Gachi (Madagaskar)
  2. Andra omgången — Förlorade mot Jürg Röthlisberger (Schweiz)

Herrarnas halv lättvikt
- Constantinos Constantinou – Omgång 1

Herrarnas lättvikt
- Neophytos Aresti – Omgång 1

Herrarnas mellanvikt
- Spyros Spyrou
  1. Första omgången — Besegrade Estrella Milton (Ecuador), 5:00
  2. Andra omgången — Förlorade mot Holliday Hohn Ippon (Storbritannien), 2:28

Herrarnas halv tungvikt
- Panicos Evripidou – Omgång 1

## Segling
Finnjolle
- Laris Phylactou – 147 poäng (21:a plats)

470
- Demetrios Demetriou, Panayiotis Nicolaou – 117 poäng (14:e plats)